# コンテスタブル市場
コンテスタブル市場（コンテスタブルしじょう、英: Contestable market）とは、少数の企業しか存在しないにもかかわらず、潜在的な新規参入企業が常に存在することから、完全競争のような状態になっている市場のこと。ウィリアム・ボーモルが1982年に提唱したコンテスタビリティ理論に基づく。「Contestable」とは、「競争可能な」という意味。

## 概要
コンテスタブル市場は、以下の3つの特徴を持つことから、潜在的な新規参入企業が存在し市場を競争的にしている。
1. 参入・退出の障壁がない。
2. サンクコスト（埋没費用）がない。
3. 既存企業と新規参企業が同じ生産技術を持つ。

参入障壁の存在によって競争から守られている独占企業は、競争を恐れることなく、独占価格を設定し大きな利潤を得ることができる。しかし、参入障壁がなく、他の企業が簡単に参入できれば、競争が激化し、価格が低下する。
サンクコスト（埋没費用）とは、企業が撤退した後に回収できない費用のことである。例えば、鉄鋼業界の企業が鉄鋼生産のために購入した機械を他の産業で使用できない場合、機械の固定費用はサンクコストとなり回収できない。したがって、サンクコストの存在は、新規参入を妨げることになる。
企業の生産技術は、平均費用に決定的に影響する。生産のための優れた技術を持つ既存企業は、より低い平均費用で生産できる場合がある。生産技術が不十分なまま市場に新規参入する企業は、平均費用が高くなり、既存企業と競争できない。つまり、生産のための技術が産業内で十分に共有されないことは、参入障壁になる。
コンテスタブル市場の特徴は、参入と退出の障壁がないこと（あるいは低いこと）である。ウィリアム・ブロックの言葉では、コンテスタブル市場には「摩擦のない可逆的参入」がある。
コンテスタブル市場では、既存企業が大きな利潤を得るために価格を引き上げると、潜在的なライバル企業が市場に参入し、若干低い価格を設定し、市場の需要を獲得する。既存企業が価格を平均費用に等しい水準に再設定すると、新規参入企業は撤退することになる。そのため、たとえ市場に企業が１社しか存在しない独占状態であっても、市場がコンテスタブルであれば、完全競争に近い状態になる。
コンテスタブル市場の考え方は、価格と生産量を決めるのは市場構造（独占市場、寡占市場、完全競争市場など）ではなく、潜在的に競争が高まり得る可能性（つまり、潜在的な参入者の存在）であるというものである 。

## 応用
独占市場を観察するだけではその企業の価格設定ルールを明らかにできないため、独占禁止法の適用を弱めることを主張する文脈でコンテスタブル市場の理論が語られてきた（市場をコンテスタブルにしてしまえば、市場原理に任せれば自然に価格が競争市場の水準に設定されるため、独占禁止法の適用は必要ない）。ボーモル自身は、ある産業では規制緩和をし、別の産業では規制強化をすべきという考えを提示している。
ただし、参入障壁とサンクコストが存在しない（あるいは十分に低い）市場は少ないため、この理論が現実世界に適用できるかどうかは疑問である。
格安航空会社は、競争の激しい市場の例として挙げられる。新規参入企業は航空機を購入するのではなくリースすることが多く、サンクコストは小さいと解釈できる。しかし、現在、規制緩和された航空業界は寡占状態に進んでいるため、米国の航空業界は規制の緩いままにしておくのが最善であるボーモルの判断は誤りであったという考えもある。

## 政策的含意
市場がコンテスタブルであれば、政府による価格規制は必要ない。消費者の厚生を最大化する上では、市場をコンテスタブルにすること（参入障壁を撤廃し、サンクコストを小さくするような政策、生産技術の産業内での共有を促進するような政策）が必要となる。